# Lano (Colle di Val d'Elsa)
Lano è una località del comune italiano di Colle di Val d'Elsa, nella provincia di Siena, in Toscana.
Sorge poco distante da Mensanello, sulla variante che collega la strada maremmana alla provinciale per Casole d'Elsa.

## Monumenti e luoghi d'interesse
La chiesa di San Martino, nota fin dal 1048, era una suffraganea della Pieve a Elsa. Presenta un impianto ad aula unica con abside, ricoperta a tetto. La facciata bicolore è stata costruita a strati alternati di cotto e travertino. Il portale è sormontato da un arco in pietra arenaria al di sopra dell'architrave. La chiesa, che è dotata di un campanile a vela, ha mantenuto intatte le sue originarie strutture romaniche.
Nei pressi, proseguendo in direzione di Casole d'Elsa, troviamo l'agglomerato di Le Corti, già citato in documenti del XIII secolo, dove sorgeva la chiesetta dedicata ai Santi Niccolò e Lorenzo, di cui rimane solo una parte della facciate e delle mura.

## Galleria d'immagini

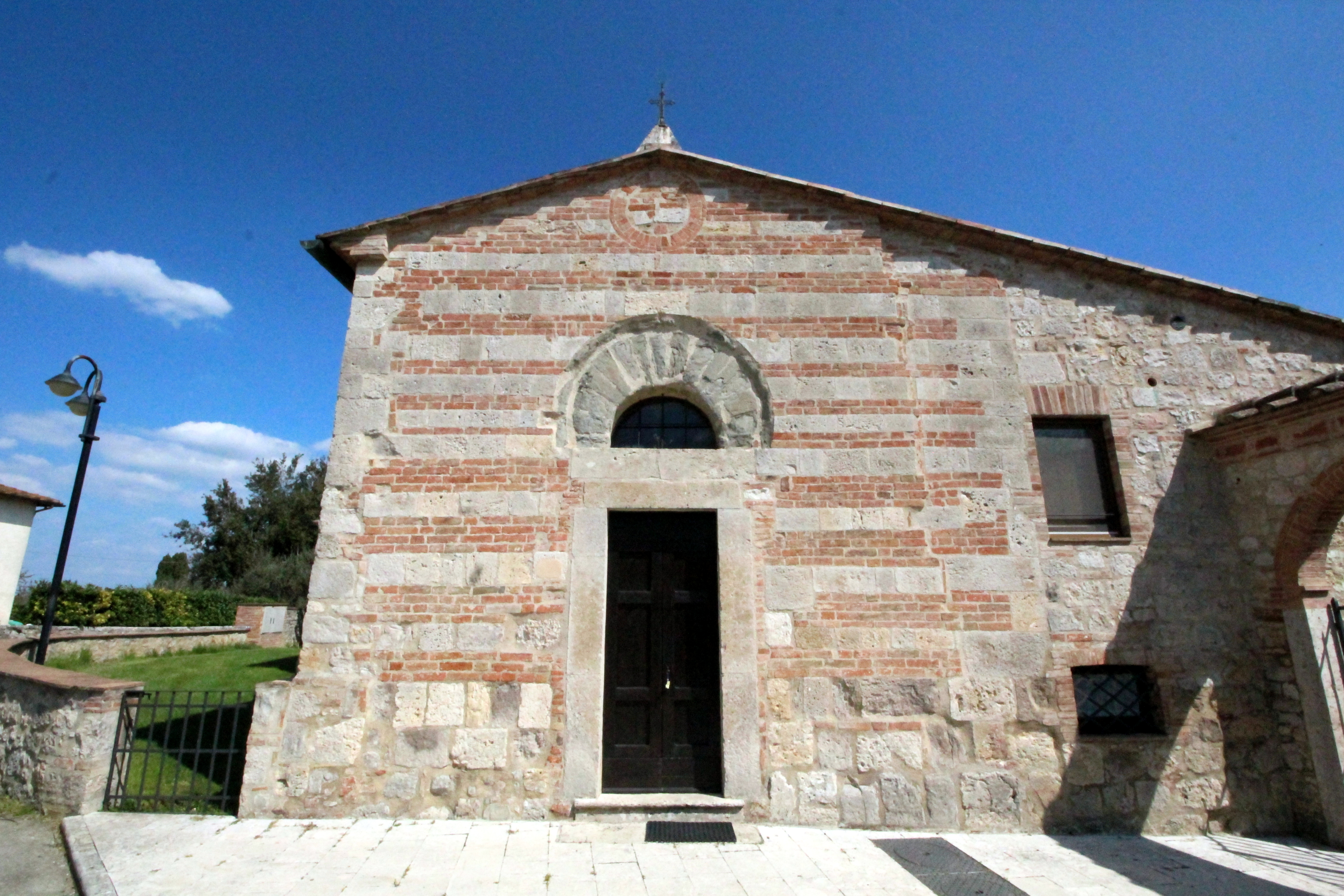
La chiesa di San Martino